# Letepsammia franki
Espèce
Statut CITES
Letepsammia franki est une espèce de coraux de la famille des Micrabaciidae.

## Historique
Cette espèce est découverte par Joan Murrel Owens en 1986.